# Spannend erzählt
Spannend erzählt war eine der populärsten Buchreihen der DDR aus dem Verlag Neues Leben in Berlin, die noch einige Zeit nach 1990 fortgesetzt wurde.
Die Bücher der Reihe richteten sich vorwiegend an Jugendliche. Sie erschienen anfangs in Halbleinen mit Schutzumschlag sowie später in gebundenem Format ohne Schutzumschlag und waren illustriert. Es wurden sowohl Neuerscheinungen als auch Wiederveröffentlichungen und Übersetzungen veröffentlicht.

## Editionsgeschichte
Die Reihe erschien von 1953 bis 1991 und wurde dann wegen der Abwicklung des Verlags eingestellt, der erst 2004 innerhalb der Eulenspiegel Verlagsgruppe wiederauflebte. Der Name der zunächst nicht nummerierten Reihe lautete Das neue Abenteuer. Spannend erzählt. (Die Reihe sollte jedoch nicht mit der Buchreihe Das neue Abenteuer rund um die Welt vom Kinderbuchverlag Berlin oder der Heftreihe Das neue Abenteuer verwechselt werden.) Mit dem 21. Band wurde der Vorsatz Das neue Abenteuer weggelassen. Später wurden die Nummern hinzugefügt, auch rückwirkend bei allen Nachauflagen. Es erschienen etwa sechs neue Bücher pro Jahr, dazu kam noch eine wechselnde Zahl von späteren Auflagen.
In den Jahren 2005 und 2006 wurde die Reihe fortgesetzt. Neben bereits in der alten Reihe erschienenen Bänden sollten auch Titel aufgelegt werden, die bis 1991 in anderen Buchreihen des Verlages erschienen sind. Die Titel erschienen im Softcover-Einband.

## Liste
| Band      | Jahr              | Titel                                                                                         | Autor                               | Illustrator                     |
| --------- | ----------------- | --------------------------------------------------------------------------------------------- | ----------------------------------- | ------------------------------- |
| 01        | 1951              | Das geheime Tagebuch                                                                          | Emil Rudolf Greulich                | Günther Lück                    |
| 02 / 1    | 1953              | Der Tod in der Wüste                                                                          | Iwan Jefremow                       | Harri Förster                   |
| 03        | 1953              | Der Marinedolch                                                                               | Anatoli Rybakow                     | Erhard Schreier                 |
| 04        | 1953 (neu 2005)   | Plutonien                                                                                     | Wladimir Obrutschew                 | Gerhard Goßmann                 |
| 05        | 1953              | Das Sannikowland                                                                              | Wladimir Obrutschew                 | Gerhard Goßmann                 |
| 06        | 1953              | Robinson spielt König                                                                         | Emil Rudolf Greulich                | Kurt Zimmermann                 |
| 07        | 1953              | Erzählungen über Afrika                                                                       | I. Walentinow                       | Karl Fischer                    |
| 08        | 1954              | Schoner Colomb                                                                                | Nikolai Trublaini                   | Günther Lück                    |
| 09        | 1954              | Das Geschenk                                                                                  | Peter Kast                          | Werner Ruhner                   |
| 010       |                   | General Franco (Der General)                                                                  | Friedrich Gerstäcker                | Harri Förster                   |
| 011       | 1954              | Goldener Grund                                                                                | Wladimir Nemzow                     | Eberhard Binder                 |
| 012       | 1955              | Elmsfeuer auf der Rah – Die ungewöhnlichen Reisen und Abenteuer des Kapitänleutnants Golownin | Ruvim Frajerman / P. Saikin         | Gerhard Goßmann                 |
| 013       | 1955              | Herrn Louisides bittere Mandeln                                                               | Rudolf Hirsch                       | Peter Muzeniek                  |
| 014       | 1955              | Unter Korsaren verschollen                                                                    | Werner Legère                       |                                 |
| 015 / 17  | 1955              | Ultrasymet bleibt geheim                                                                      | Heinz Vieweg                        | Karl Fischer                    |
| 016       | 1955              | Goldsucher in der Wüste                                                                       | Wladimir Obrutschew                 |                                 |
| 017       | 1956              | Die geheime Kraft                                                                             | Karl Reiche                         | Jutta de Maizière               |
| 018       | 1956              | Das Geheimnis zweier Ozeane                                                                   | Grigori Adamow                      | Karl Fischer                    |
| 019       | 1957 2.A.         | Die Verschwörung vom Rio Cayado                                                               | Werner Legère                       |                                 |
| 020       | 1957              | Goldtransport                                                                                 | Eduard Klein                        | José Sancha                     |
| 021       | 1957              | Old Bob, der Graue Hund von Kenmuir                                                           | Alfred Ollivant                     | Hans Christoph Rackwitz         |
| 022       | 1957              | Die vier Pfeile der Cheyenne                                                                  | Rudolf H. Daumann                   | Dagmar Schulze                  |
| 023       | 1957              | Das Tal des zornigen Baches                                                                   | Benno Voelkner                      | Peter Muzeniek                  |
| 024       | 1958              | Fackeln vor Lumber Point                                                                      | Karl Reiche                         | Karl Fischer                    |
| 025       | 1958              | Die Insel der Verwegenen                                                                      | Arkady Fiedler                      | Eberhard Binder                 |
| 026       | 1958              | Das Vermächtnis des Taigajägers                                                               | Rudolf Luskac                       | Gerhard Goßmann                 |
| 027       | 1958              | Abenteuer am Rio Magdalena                                                                    | Rudolf Weiss                        | Dieter Müller                   |
| 028       | 1958              | Die Rächer vom Sherwood                                                                       | Georg Payne Rainsford James         | Günther Lück                    |
| 029       | 1958              | Der Indianer                                                                                  | Eduard Klein                        | Karl Fischer                    |
| 030       | 1959              | Der Bronzeadler                                                                               | Anatoli Rybakow                     | Eva Groh                        |
| 031       | 1959              | Atomfeuer über dem Pazifik                                                                    | Lothar Weise / Kurt Herwarth Ball   | Eberhard Binder                 |
| 032       |                   | Die letzte Verbindung                                                                         | Radu Tudoran                        | Eberhard Binder                 |
| 033       |                   | Der Kampf endet nicht mit dem Tod                                                             | Jarmila Loukotková                  | Gerhard Goßmann                 |
| 034       | 1960              | Das schöne Mädchen von Perth                                                                  | Walter Scott                        | Tamás Szecskó                   |
| 035       | 1960              | Orinoko                                                                                       | Arkady Fiedler                      | Kurt Zimmermann                 |
| 036       |                   | Schüsse an der Troja-Brücke                                                                   | Jan Drda                            | Günther Lück                    |
| 037       | 1960              | Ein paar Schritte bis zur Grenze                                                              | Lajos Mesterházi                    | Werner Ruhner                   |
| 038       | 1960              | Gefangene der Pantherschlucht                                                                 | Wachtang Ananjan                    | Gerhard Goßmann                 |
| 039       | 1960              | Entscheidung im Viet-Bac                                                                      | Wolfgang Bator                      |                                 |
| 040       | 1961              | Der Mann aus dem andern Jahrtausend                                                           | Richard Groß                        | Heinz Ebel                      |
| 041       | 1961              | Aufruhr in Bangsville                                                                         | Rudolf Bartsch                      | Peter Nagengast                 |
| 042       | 1961              | Der Sohn des Burgwächters                                                                     | László Szenczei                     | Uwe Häntsch                     |
| 043       | 1961              | Feuer in der Steppe                                                                           | Ulanbagan                           | Gerhard Goßmann                 |
| 044       | 1962              | Das Geheimnis des Transpluto                                                                  | Lothar Weise                        | Hans-Christoph Rackwitz         |
| 045       | 1962              | Sturm über Südwest-Afrika                                                                     | Ferdinand May                       | Harri Förster                   |
| 046       |                   | Die Heimkehr der Möwe                                                                         | Vladimir Colin                      | Harri Förster                   |
| 047       | 1964 (2. A.)      | Mathias Sandorf                                                                               | Jules Verne                         | Gerhard Goßmann                 |
| 048       | 1962              | Kamau, der Afrikaner                                                                          | Götz R. Richter                     | Erhard Schreier                 |
| 049       | 1962              | El Quisco                                                                                     | Eduard Klein                        | Karl Fischer                    |
| 050       | 1966 (3. A.)      | Bandidos                                                                                      | Fred Wander                         | Harri Förster                   |
| 051       | 1963              | Der Mondstein                                                                                 | William Wilkie Collins              |                                 |
| 052       | 1963 (3. A.)      | Der Kapitän der „Alten Schildkröte“                                                           | Lew Linkow                          | Karl Fischer                    |
| 053       | 1964              | Freitags zwischen Drei und Sechs                                                              | Hasso Mager                         | Bernd A. Chmura                 |
| 054       | 1964              | Geheimcode Y                                                                                  | Theodor Constantin                  | Gerhard Goßmann                 |
| 055       | 1964              | Camp 87                                                                                       | Arne Leonhardt                      | Karl Fischer                    |
| 056       | 1964              | Unternehmen Marsgibberellin                                                                   | Lothar Weise                        | Harri Förster                   |
| 057       | 1964              | Quentin Durward                                                                               | Walter Scott                        |                                 |
| 058       | 1965              | Die Straße nach San Carlos                                                                    | Eduard Klein                        | Karl Fischer                    |
| 059       |                   | Die Uhren des Herrn P.                                                                        | Karel Michal                        | Werner Ruhner                   |
| 060       | 1965              | Ivanhoe                                                                                       | Walter Scott                        |                                 |
| 061       | 1965              | Die geheimnisvolle Insel                                                                      | Jules Verne                         | Karl Fischer                    |
| 062       | 1965              | Die Kreuzritter                                                                               | Henryk Sienkiewicz                  | Werner Ruhner                   |
| 063       | 1965              | Das Land der Salzfelsen                                                                       | Sat-Okh                             | Eberhard Binder                 |
| 064       | 1966              | Unterm Gesetz des Südens                                                                      | Albert Hurny                        | Erhard Schreier                 |
| 065       | 1966              | Der Schwarze Wolf                                                                             | Kurt David                          | Karl Fischer                    |
| 066       | 1966 (6. A.)      | Tatanka Yotanka (Teil 1)                                                                      | Rudolf H. Daumann                   | Eberhard Binder                 |
| 067       | 1966 (5. A.)      | Der Untergang der Dakota (Teil 2)                                                             | Rudolf H. Daumann                   | Eberhard Binder                 |
| 068       | 1966              | Die große Fahrt des Christoph Kolumbus                                                        | Horst Wenzel                        | Jörn Hennig                     |
| 069       | 1966              | Die Regulatoren in Arkansas                                                                   | Friedrich Gerstäcker                | Harri Förster                   |
| 070       |                   | Der Bergenfahrer                                                                              | Heinrich Smidt                      | Hans Jürgen Weiden              |
| 071       |                   | Kriminalinspektion M2                                                                         | Heinz Beck                          | Karlheinz Birkner               |
| 072       |                   | Die Flußpiraten des Mississippi                                                               | Friedrich Gerstäcker                | Harri Förster                   |
| 073       | 1967              | Es endete am Nanga Parbat                                                                     | Carl Albert Otto / Ulrich Waldner   | Hans Räde                       |
| 074       | 1967              | Keraban, der Starrkopf                                                                        | Jules Verne                         | Hans Räde                       |
| 075       | 1967              | Ein Stern fliegt vorbei                                                                       | Karl-Heinz Tuschel                  | Werner Ruhner                   |
| 076       |                   | Gold                                                                                          | Friedrich Gerstäcker                | Harri Förster                   |
| 077       |                   | Ein klarer Fall                                                                               | Hans Siebe                          | Werner Ruhner                   |
| 078       | 1968              | Sprengstoff für Santa Inés                                                                    | Eduard Klein                        | Karl Fischer                    |
| 079       |                   | Tokeah oder die weiße Rose                                                                    | Charles Sealsfield                  | Günther Lück                    |
| 080       | 1968 (neu 2005)   | Der Sohn des Kardinals                                                                        | Ethel Lilian Voynich                | Karl Fischer                    |
| 081       | 1968              | Krakentang                                                                                    | Carlos Rasch                        | Rudolf Grapentin                |
| 082       |                   | Schneesturm am Dshugdyr                                                                       | Grigori Fedossejew                  | Reiner Schwalme                 |
| 083       | 1968              | Tenggeri, Sohn des Schwarzen Wolfs                                                            | Kurt David                          | Eberhard Binder                 |
| 084       | 1969              | Der Archipel in Flammen                                                                       | Jules Verne                         | Werner Ruhner                   |
| 085       |                   | Unter dem Äquator                                                                             | Friedrich Gerstäcker                | Gerhard Goßmann                 |
| 086       | 1969              | Sieben fielen vom Himmel                                                                      | Alexander Kröger                    | Karl Fischer                    |
| 087       |                   | Die Geheimnisse von Toulouse                                                                  | Pierre Gamarra                      | Eberhard Binder                 |
| 088       |                   | Im Labyrinth der Abwehr                                                                       | Wadim Koshewnikow                   | Gerhard Goßmann                 |
| 089       |                   | Ein Kampf ums Recht                                                                           | Karl Emil Franzos                   | Günther Lück                    |
| 090       |                   | Herz und Asche                                                                                | Boris Djacenko                      | Karl Fischer                    |
| 091       |                   | Die Dame in Mauve                                                                             | Theodor Constantin                  | Gerhard Goßmann                 |
| 092       | 1970              | Gepäckschein Nr. 3391                                                                         | Andrej Jakowlew / Jakow Naumow      | Erhard Schreier                 |
| 093       |                   | In den Red River-Sümpfen                                                                      | Friedrich Gerstäcker                | Ellen Stötzner                  |
| 094       | 1970              | Nahtlose Strümpfe                                                                             | Hans Siebe                          | Reiner Schwalme                 |
| 095       | 1970              | Die Insel der bösen Geister                                                                   | Herbert Wotte                       | Klaus Müller                    |
| 096       |                   | Treffpunkt Mittelkeller                                                                       | Heinz Beck                          | Karl Fischer                    |
| 097       |                   | Das Versteck in der Bärenaue                                                                  | Günter Radtke                       | Hans Mau                        |
| 098       | 1971              | Spartacus                                                                                     | Raffaello Giovagnoli                | Zdeněk Burian                   |
| 099       | 1971              | Uhren für Amsterdam                                                                           | Bogomil Rainow                      | Hans Mau                        |
| 100       | 1971              | Der purpurne Planet                                                                           | Karl-Heinz Tuschel                  | Ludwig Winkler                  |
| 101       | 1971              | Verschollen auf der Langusteninsel                                                            | Dorothea Renata Budniok             | Karl Fischer                    |
| 102       |                   | Der Pfeil aus Elam                                                                            | Jerzy Edigey                        | Horst Bartsch / Hille Blumfeld  |
| 103       |                   | Severino von den Inseln                                                                       | Eduard Klein                        | Karl Fischer                    |
| 104       |                   | Am Ufer des Sewan                                                                             | Wachtang Ananjan                    | Eberhard Binder                 |
| 105       |                   | Die drei von der K                                                                            | Ulrich Waldner                      | Renate Jessel                   |
| 106       |                   | Der Feuersprung                                                                               | Hans Siebe                          | Erhard Schreier                 |
| 107       | 1972              | Der Stadthauptmann von Quedlinburg                                                            | Gerhard Beutel                      | Hans Mau                        |
| 108       |                   | Deckname Zero                                                                                 | Andrej Jakowlew / Jakow Naumow      | Karl Fischer                    |
| 109       | 1972              | Sturmläuten über dem Tal                                                                      | Manfred Hoffmann                    | Werner Ruhner                   |
| 110       | 1972              | Der Strandvogt von Jasmund                                                                    | Philipp Galen                       | Gerhard Rappus                  |
| 111       |                   | Der kleine Bison                                                                              | Arkady Fiedler                      | Rudolf Grapentin                |
| 112       | 1972              | Planet im Raum                                                                                | Anthologie                          | Eberhard Binder                 |
| 113       | 1973              | Die Trommel des Mahdi                                                                         | Walter Püschel                      | Horst Bartsch                   |
| 114       | 1973              | Mit Feuer und Schwert                                                                         | Elke Willkomm                       | Gerhard Goßmann                 |
| 115       | 1974              | Mission um Mitternacht                                                                        | Bogdan Rutha                        | Peter Nagengast                 |
| 116       | 1973              | Der Weg der Toten                                                                             | Eduard Klein                        | Karl Fischer                    |
| 117       | 1973              | Gold und Blut                                                                                 | Pierre Gamarra                      | Eberhard Binder                 |
| 118       | 1973              | Ballade von der Sintflut                                                                      | Zoltán Csernai                      |                                 |
| 119       | 1973              | Antarktis 2020                                                                                | Alexander Kröger                    | Karl Fischer                    |
| 120       | 1974              | Die Blauen und die Gelben                                                                     | Friedrich Gerstäcker                | Günther Lück                    |
| 121       | 1974              | Das Rätsel Sigma                                                                              | Karl-Heinz Tuschel                  | Werner Ruhner                   |
| 122       | 1961 / 1974       | Asteroidenjäger                                                                               | Carlos Rasch                        | Gerhard Goßmann                 |
| 123       | 1975              | Magellans Reise um die Welt                                                                   | Herbert Wotte                       | Horst Bartsch                   |
| 124       | 1975              | Magma am Himmel                                                                               | Carlos Rasch                        | Werner Ruhner                   |
| 125       | 1975              | Die Faust der Stedinger                                                                       | Gerhard Beutel                      | Marta Hofmann                   |
| 125 / 126 |                   | Die gläserne Spinne                                                                           | Horst Girra / Hans Siebe            | Harri Förster                   |
| 127       |                   | Land hinter dem Horizont                                                                      | Mirko Pasek                         | Werner Ruhner                   |
| 128       | 1976              | Expedition Mikro                                                                              | Alexander Kröger                    | Karl Fischer                    |
| 129       |                   | Die Haifischbucht                                                                             | Petyr Bobew                         | Werner Ruhner                   |
| 130       | 1976              | Die Nacht auf der Wananchi-Farm                                                               | Götz R. Richter                     | Gerhard Goßmann                 |
| 131       | 1976              | Am Rande wohnen die Wilden                                                                    | Klaus Frühauf                       | Hans Baltzer                    |
| 132       |                   | Pat Parcham der Schneemensch                                                                  | Siegfried Fischer                   | Horst Bartsch                   |
| 133       | 1976              | Der Schatten Alexanders                                                                       | Elisabeth Hartenstein               | Peter Muzeniek                  |
| 134       | 1976              | Im Eis                                                                                        | Herbert Friedrich                   | Jürgen Pansow                   |
| 135       | 1977              | Das Wasser des Mars                                                                           | Klaus Frühauf                       | Hans Baltzer                    |
| 136       | 1977              | Notre-Dame von Paris                                                                          | Victor Hugo                         | Harri Förster                   |
| 137       | 1977              | Die Kristallwelt der Robina Crux                                                              | Alexander Kröger                    | Karl Fischer                    |
| 138       |                   | Das Glück der 72 Tage                                                                         | Pierre Gamarra                      | Eberhard Binder                 |
| 139       | 1977              | Land der Kälte                                                                                | Eduard Klein                        | Reiner Schwalme                 |
| 140       | 1978              | Der Schuß                                                                                     | Anatoli Rybakow                     | Werner Ruhner                   |
| 141       | 1978              | Der Schmied von Brentwood                                                                     | Gerhard Beutel                      | Karl Fischer                    |
| 142       | 1978              | Die blaue Sonne der Paksi                                                                     | Karl-Heinz Tuschel                  | Werner Ruhner                   |
| 143       | 1971 (1978, 2.A.) | Der Löwe von Flandern                                                                         | Hendrik Conscience                  | Peter Nagengast                 |
| 144       | 1978              | Der König der Sklaven                                                                         | Ion Nicolae Bucur                   | Kurt Zimmermann                 |
| 145       | 1978              | Späher der Witbooi-Krieger                                                                    | Dietmar Beetz                       | Hans Jürgen Weiden              |
| 146       |                   | Ein Goldmensch                                                                                | Mor Jókai                           | Harri Förster                   |
| 147       |                   | Der Fluch des schwarzen Felsens                                                               | Jozef Repko                         | Erhard Schreier                 |
| 148       | 1978              | Der Sohn des Sertão                                                                           | Lene Klein / Walter Klein           | Karl Fischer                    |
| 149       |                   | Memed mein Falke                                                                              | Jaschar Kemal                       |                                 |
| 150       | 1975              | Das Palmenreich                                                                               | Lene Klein / Walter Klein           | Ludwig Winkler                  |
| 151       | 1979              | Die Männer von der „Senegal“                                                                  | Götz R. Richter                     | Karl Fischer                    |
| 152       |                   | Der weiße Sklave                                                                              | Richard Hildreth                    | Karl Fischer                    |
| 153       | 1979              | Das Grab der Legionen                                                                         | Rolf Krohn                          | Gerhard Lahr                    |
| 154       | 1979              | Der Schwur vom Shillelagh                                                                     | Manfred Hoffmann                    | Gerhard Goßmann                 |
| 155       | 1979              | Der Narrenkanzler                                                                             | Gerhard Schmidt                     | Ursula Wendorff-Weidt           |
| 156       |                   | Weißer Tod am Chabanec                                                                        | Dietmar Beetz                       | Günther Lück                    |
| 157       | 1979              | Die Verbannten von Neukaledonien                                                              | Emil Rudolf Greulich                | Günther Lück                    |
| 158       | 1979              | Die Smaragdmine                                                                               | Eduard Klein                        | Harri Förster                   |
| 159       | 1979              | Stern auf Nullkurs                                                                            | Klaus Frühauf                       | Karl Fischer                    |
| 160       | 1980              | Der Fall Courbet                                                                              | Siegfried Fischer                   | Reiner Schwalme                 |
| 161       | 1980              | Die Marsfrau                                                                                  | Alexander Kröger                    | Karl Fischer                    |
| 162       | 1980              | Mutanten auf Andromeda                                                                        | Klaus Frühauf                       | Karl Fischer                    |
| 163       | 1980              | Um die Freiheit                                                                               | Robert Schweichel                   | Werner Ruhner                   |
| 164       | 1980              | Strom ohne Brücke                                                                             | Otto Emersleben                     | Klaus-Dieter Kubat              |
| 165       | 1981              | Drei Könige für Buda                                                                          | Miklos Ronaszegi                    | Reiner Schwalme                 |
| 166       | 1981              | Genion                                                                                        | Klaus Frühauf                       | Karl Fischer                    |
| 167       | 1981              | Das Kosmodrom im Krater Bond                                                                  | Alexander Kröger                    | Karl Fischer                    |
| 168       | 1981              | Quarantäne im Kosmos                                                                          | Peter Lorenz                        | Ralf-Jürgen Lehmann             |
| 169       | 1974 / 1982       | Verschollen in Afrikas Urwald                                                                 | Peter Sebald                        | Werner Ruhner                   |
| 170       | 1982              | Alarm im Tunnel Transterra                                                                    | Michael Szameit                     | Gerhard Großmann                |
| 171       | 1982              | Abschied von Alexander                                                                        | Elisabeth Hartenstein               | Hans-Christoph Rackwitz         |
| 172       | 1982              | Das Vermächtnis des Weisen Aun                                                                | Dmitri Charlamow                    | Eberhard Binder                 |
| 173       | 1982              | Auftrag Hochverrat                                                                            | Gerhard Schmidt                     | Marta Hofmann                   |
| 174       | 1982              | Zielstern Beteigeuze                                                                          | Karl-Heinz Tuschel                  | Thomas Franke                   |
| 175       | 1983              | Die Schätze des Ulugh-Beg                                                                     | Adyl Jakubow                        | Jutta de Maizière               |
| 176       | 1982              | Die wunderbaren, aber wahrhaftigen Abenteuer des Kapitäns Corcoran                            | Alfred Assolant                     | Werner Kulle                    |
| 177       | 1983              | Oberhäuptling der Herero                                                                      | Dietmar Beetz                       | Günther Lück                    |
| 178       | 1983              | Das Labyrinth von Kalliste                                                                    | Rolf Krohn                          | Karl Fischer                    |
| 179       | 1983              | Energie für Centaur                                                                           | Alexander Kröger                    | Gerhard Preuß                   |
| 180       | 1983              | Im Auftrag des Kalifen                                                                        | Walter Püschel                      | Peter Muzeniek                  |
| 181       | 1983              | Der Schwarze Jäger aus Sachsen                                                                | Peter Löw                           | Dieter Schmidt                  |
| 182       | 1983              | Im Glanz der Sonne Zaurak                                                                     | Michael Szameit                     | Harri Förster                   |
| 183       |                   | Der Knappe des Königs                                                                         | Heinz Ebert                         | Karl Fischer                    |
| 184       |                   | Die mysteriöse Quittung                                                                       | Gunar Cirulis                       | Harri Förster                   |
| 185       | 1984              | Das Geheimnis der Sonnensteine                                                                | Michael Szameit                     | Erhard Schreier                 |
| 186       | 1984              | Der Geist des Nasreddin Effendi                                                               | Alexander Kröger                    | Gerhard Goßmann                 |
| 187       | 1984              | Mordsache Klembke                                                                             | Heinz Beck                          | Karl Fischer                    |
| 188       | 1984              | Heimkehr der Indios                                                                           | Eduard Klein                        | Günther Lück                    |
| 189       | 1984              | Inspektion Raumsicherheit                                                                     | Karl-Heinz Tuschel                  | Werner Ruhner                   |
| 190       | 1985              | Die fünf Sou des Herrn Lavarède                                                               | Paul d’Ivoi                         | Gerhard Goßmann                 |
| 191       |                   | Der zerbrochene Speer                                                                         | Horst Jäger                         | Gerhard Goßmann                 |
| 192 / 195 | 1985              | Das Geheimnis der Koranhandschrift                                                            | Achmedchan Abu-Bakar                | Wolfgang Schedler               |
| 193       | 1984              | Das verhängnisvolle Experiment                                                                | Klaus Frühauf                       | Peter Muzeniek                  |
| 194       | 1984              | Labyrinth im Kaoko Veld                                                                       | Dietmar Beetz                       | Harri Förster                   |
| 195       | 1985              | Gajus und die Gladiatoren                                                                     | Volker Ebersbach                    | Gerhard Goßmann / Thomas Binder |
| 196       | 1985              | Der Turm des Todes                                                                            | Otto Emersleben                     | Gerhard Rappus                  |
| 197       | 1985 (neu 2005)   | Vier Panzersoldaten und ein Hund                                                              | Janusz Przymanowski                 | Günther Lück                    |
| 198       | 1985              | Die Hundsköpfe                                                                                | Alois Jirásek                       | Gerhard Goßmann                 |
| 199       | 1986              | Die Engel in den grünen Kugeln                                                                | Alexander Kröger                    | Gerhard Preuß                   |
| 200       | 1985              | Der rote Freibeuter                                                                           | James Fenimore Cooper               | Ralf Alex Fichtner              |
| 201       | 1985              | König Stachs Wilde Jagd                                                                       | Uladsimir Karatkewitsch             | Gerhard Goßmann                 |
| 202       | 1986              | Die Lawine                                                                                    | Elisabeth Hartenstein               | Karl Fischer                    |
| 203       |                   | Der Fluch der weißen Wüste                                                                    | Josef Kutik                         | Horst Bartsch                   |
| 204       | 1986              | Fieber am Amazonas                                                                            | Eduard Klein                        | Harri Förster                   |
| 205       | 1986              | Die Diana von den Inseln                                                                      | Paul d’Ivoi                         | Gerhard Goßmann                 |
| 206       | 1986              | Polstürmer                                                                                    | Horst Czerny                        | Eberhard Binder                 |
| 207       | 1986              | Kurs Minosmond                                                                                | Karl-Heinz Tuschel                  | Werner Ruhner                   |
| 208       | 1987              | Der Sohn der Wildnis                                                                          | Witali Tschernow                    |                                 |
| 209       | 1987              | Drachenkreuzer Ikaros                                                                         | Michael Szameit                     | Dieter Müller                   |
| 210       | 1987              | In den Korallenriffen                                                                         | Joachim Specht                      | Eberhard Binder                 |
| 211       | 1988              | Lautlos im Orbit                                                                              | Klaus Frühauf                       | Karl Fischer                    |
| 212       |                   | Die Stadt der Jaguare                                                                         | Evelyn Aissá Maadaoui               | Günther Lück                    |
| 213       | 1988              | Strandrecht                                                                                   | Dirck van Belden                    | Rudolf Grapentin                |
| 214       | 1988              | Der Planet der weißen Nächte                                                                  | Jewgeni Guljakowski                 | Gerhard Goßmann                 |
| 215       | 1988              | Die Glastropfenmaschine                                                                       | Hans Bach                           | Horst Bartsch                   |
| 216       | 1989              | Sturm zwischen Euphrat und Tigris                                                             | Elisabeth Hartenstein               | Karl Fischer                    |
| 217       | 1989              | Korsar Triplex                                                                                | Paul d’Ivoi                         | Gerhard Goßmann                 |
| 218       | 1989              | Letzter Kampf in Olympia                                                                      | Dieter Müller                       | Karl Fischer                    |
| 219       | 1989              | Abrechnung am Klosterfriedhof                                                                 | Dietmar Beetz                       | Susanne Damm                    |
| 220       | 1989              | Der Untergang der Telesalt                                                                    | Alexander Kröger                    | Rudolf Grapentin                |
| 221       |                   | Auf den Spuren der wilden Wisente                                                             | Wjatscheslaw Palman                 |                                 |
| 222       |                   | Veragua, Land der Verheißung                                                                  | Tadeusz Kostecki                    | Gerhard Goßmann                 |
| 223       |                   | Die Braut von Lammermoor                                                                      | Walter Scott                        |                                 |
| 224       | 1990              | Der Garten der Inkas                                                                          | Eduard Klein                        | Harri Förster                   |
| 225       |                   | (Nummer nicht besetzt)                                                                        |                                     |                                 |
| 226       |                   | Der Gott der Lavahöhlen                                                                       | Evelyn Aissa Maadaoui               | Gerhard Goßmann                 |
| 227       |                   | (Nummer nicht besetzt)                                                                        |                                     |                                 |
| 228       |                   | (Nummer nicht besetzt)                                                                        |                                     |                                 |
| 229       | 1991              | Das Geheimnis der Glaskugeln                                                                  | Paul d’Ivoi                         | Gerhard Goßmann                 |
| 230       | 2005              | Lederstrumpf                                                                                  | James Fenimore Cooper               | Harri Förster                   |
| 231       | 2005              | Die Kinder des Kapitän Grant                                                                  | Jules Verne                         | Karl Fischer                    |
| 232       | 2005              | Die Republik der Strolche                                                                     | Grigori Bjelych / Leonid Pantelejew | Erhard Schreier                 |
| 233       | 2005              | Ede und Unku                                                                                  | Alex Wedding                        | Andreas Weißgerber              |
| 234       | 2006              | Entführt                                                                                      | Robert Louis Stevenson              | Gerhard Goßmann                 |
| 235       | 2006              | Catriona                                                                                      | Robert Louis Stevenson              | Karl Fischer                    |
| 236       | 2006              | Frankenstein                                                                                  | Mary Wollstonecraft Shelley         | Eberhard Binder                 |
| 237       | 2006              | Menschen wie Götter                                                                           | Sergej Snegow                       | Hans Mau                        |

Anmerkung: Manche Nummern wurden bei verschiedenen Auflagen unterschiedlich angegeben. Gleiches gilt für das Jahr der Erstausgabe.
Einige im Jahr 2005 erschienene Bände waren nicht nummeriert.

## Trivia
In der ersten Episode der DDR-Fernsehserie Geschichten übern Gartenzaun sieht man den Nachbarsjungen Holger Kunze, gespielt von Jörg Heinrich, beim Lesen in Band 145 (Späher der Witbooi-Krieger).